# Nicolas d'Anjou-Mézières
Pour les autres membres de la famille, voir Famille d'Anjou-Mézières.
Nicolas d'Anjou-Mézières, né le 29 septembre 1518 au château de Saint-Fargeau et mort en 1570, marquis de Mézières et comte de Saint-Fargeau, est un aristocrate français, fils de René d'Anjou-Mézières.

## Biographie

### Un grand seigneur
Nicolas d'Anjou-Mézières est né le 29 septembre 1518 au château de Saint-Fargeau. Il est le fils de René d'Anjou-Mézières et de son épouse Antoinette de Chabannes, morte le 30 juin 1519, dame de Saint-Fargeau  et de la Puisaye, fille aînée et héritière de Jean de Chabannes, comte de Dammartin et seigneur de Saint-Fargeau et de Suzanne de Bourbon-Roussillon,,,,. Orphelin à l'âge de six ans, Nicolas d'Anjou-Mézières est placé sous la tutelle de François de La Trémoille,.
Il est seigneur de Saint-Fargeau jusqu'en février 1541, date à laquelle il obtient du roi François Ier l'érection en comté de sa baronnie de Saint-Fargeau, unie à la châtellenie de Charny. En 1567, il obtient du roi Charles IX l'érection de sa baronnie de Mézières en marquisat. Il est aussi baron de Mareuil, de Villebois, et de Thin, seigneur de Tucé, Seneché, Vibrac, Saint-Maurice-sur-Aveyron. Il réside principalement au château de Saint-Fargeau, mais il se déplace régulièrement avec sa famille et ses serviteurs.
Capitaine de cinquante hommes d'armes, il participe aux guerres menées par le roi Henri II contre Charles Quint et Philippe II, puis aux guerres de religion aux côtés de Charles IX. Nicolas d'Anjou-Mézières est fait chevalier de l'ordre du roi à Poissy le 18 septembre 1560. En 1568, il est gouverneur du duché d'Angoulême,,.

### Mariage et descendance
Nicolas d'Anjou-Mézières épouse le 29 septembre 1541 Gabrielle de Mareuil, morte en 1593, fille et héritière de Guy de Mareuil, seigneur de Mareuil et de Villebois et de Catherine de Clermont,,,. Ce mariage est précédé d'une première cérémonie de mariage célébrée le 15 décembre 1533, à l'insu du tuteur de Nicolas et que François de La Trémoille et Marguerite d'Angoulême tentent ensuite de faire annuler,. 

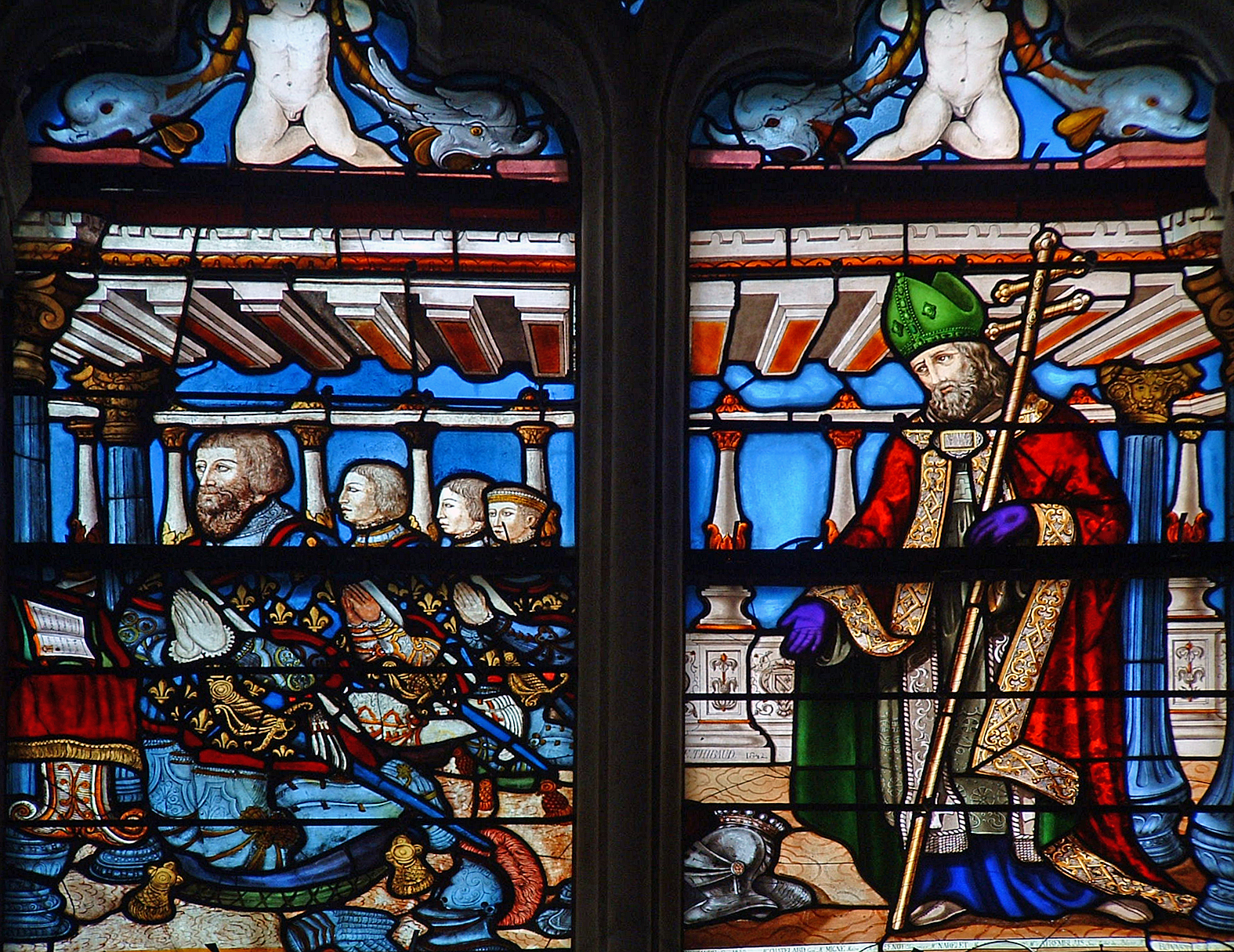
Chapelle d'Anjou de l'église Sainte-Marie-Madeleine de Mézières-en-Brenne. Détail du vitrail de la fenêtre Sud figurant à gauche Nicolas d'Anjou-Mézières et ses enfants et à droite saint Nicolas,.

Nicolas d'Anjou-Mézières et Gabrielle de Mareuil ont cinq enfants :
- Henriette, née au château de Saint-Fargeau en 1543, morte jeune[7],[2],[8] ;
- Antoinette, née à Mézières-en-Brenne le 16 août 1544, morte jeune[7],[2],[8] ;
- Nicolas, né le 9 février 1545, mort avant 1568[7],[2],[8] ;
- Renée, née à Mézières-en-Brenne le 21 octobre 1550, morte en 1597, marquise de Mézières et comtesse de Saint-Fargeau, dame de Mareuil, Villebois, etc, épouse en 1566 François de Bourbon, duc de Montpensier[7],[2],[15] ;
- Jeanne, née au château de Pranzac le 12 décembre 1553, mort jeune[6],[2],[8].

Accolée à église Sainte-Marie-Madeleine de Mézières-en-Brenne, Nicolas d'Anjou-Mézières fait ériger une chapelle, appelée la chapelle d'Anjou, en face de celle construite par son grand-père Louis d'Anjou-Mézières. Elle est commencée en 1543-1544 et consacrée en 1559,. Sur les vitraux des trois fenêtres de cette chapelle, il fait figurer ses ancêtres : son grand-père Louis d'Anjou-Mézières, son père René d'Anjou-Mézières et lui-même, à chaque fois avec femmes et enfants et leurs saints patrons,.
Nicolas d'Anjou-Mézières meurt en 1570.